# Boniface Wimmer
Pour les articles homonymes, voir Wimmer.
Boniface Wimmer, osb, (14 janvier 1809 - 8 décembre 1887) est un moine bénédictin bavarois qui fonda la première abbaye bénédictine des États-Unis, en 1846 en Pennsylvanie. L'abbaye Saint-Vincent de Latrobe est aujourd'hui la communauté bénédictine la plus grande du monde (170 moines).

## Biographie

### Premières années
Sebastian Wimmer voit le jour dans un petit village de Bavière à Thalmassing, ses parents tiennent une taverne. Il fait ses études de droit, à l'université de Ratisbonne et à l'université de Munich, puis gagne une bourse d'études à la Grégorienne, où il fait ses études de théologie. Il est ordonné prêtre le 1er août 1831.
Il devient ensuité vicaire au fameux pèlerinage du sanctuaire d'Altötting et c'est alors que le roi Louis Ier de Bavière lève les restrictions dues au recès d'Empire de 1803 qui avait eu comme conséquence d'expulser les congrégations et de donner à la couronne la plupart des monastères et leurs domaines. Le roi rétablit de grandes abbayes bénédictines, et parmi elles l'abbaye de Metten. Le P. Wimmer décide d'y entrer et devient novice sous le nom de religion de Boniface, en l'honneur de saint Boniface de Mayence, apôtre des Germains. Il prononce ses vœux en 1833 et, tout en suivant la règle de saint Benoît, se sent intimement appelé à devenir missionnaire auprès des Allemands et germanophones émigrés en Amérique.

### Missionnaire
Son supérieur finalement organise le groupe qui va constituer le noyau des fondations aux États-Unis et le P. Wimmer s'embarque avec dix-huit jeunes  moines à Rotterdam pour le nouveau continent. Il se rend à Pittsburgh trouver l'évêque dont le diocèse venait d'être créé et celui-ci lui donne la responsabilité d'une petite paroisse, Saint-Vincent (d'après saint Vincent de Paul), à une quarantaine de kilomètres de Pittsburgh dans le village de Latrobe. Il y trouve en octobre 1846 une petite église de pierres, une grange, quelques cabanes et une petite école de bois. Devenu curé, il fonde la première communauté bénédictine du pays, avec en plus le séminaire Saint-Vincent.
Les moines sont déjà cent profès en 1851 à Saint-Vincent, la communauté est élevée au rang d'abbaye en 1855 par la lettre apostolique de Pie IX en 1855 et fondatrice de la congrégation américano-cassinaise. En neuf ans, le P. Wimmer avait installé des fondations solides avec 200 moines. Il est Père-abbé en 1855 et archi-abbé en 1883.
Le P. Wimmer est plus actif que contemplatif de tempérament. La communauté qu'il dirige est rapidement à la tête d'un vaste domaine agricole, et les moines brassent leur propre bière, moissonnent leurs champs et extraient même leur charbon de leur mine. À sa mort, il y a dix abbayes aux États-Unis. Il a fondé 152 paroisses, et des centaines d'écoles. Aujourd'hui plus d'une trentaine de monastères bénédictins lui doivent leur existence.

### Sources
- (en) Cet article est partiellement ou en totalité issu de l’article de Wikipédia en anglais intitulé « Boniface Wimmer » (voir la liste des auteurs).